# Perichares
Perichares är ett släkte av fjärilar. Perichares ingår i familjen tjockhuvuden.

## Bildgalleri

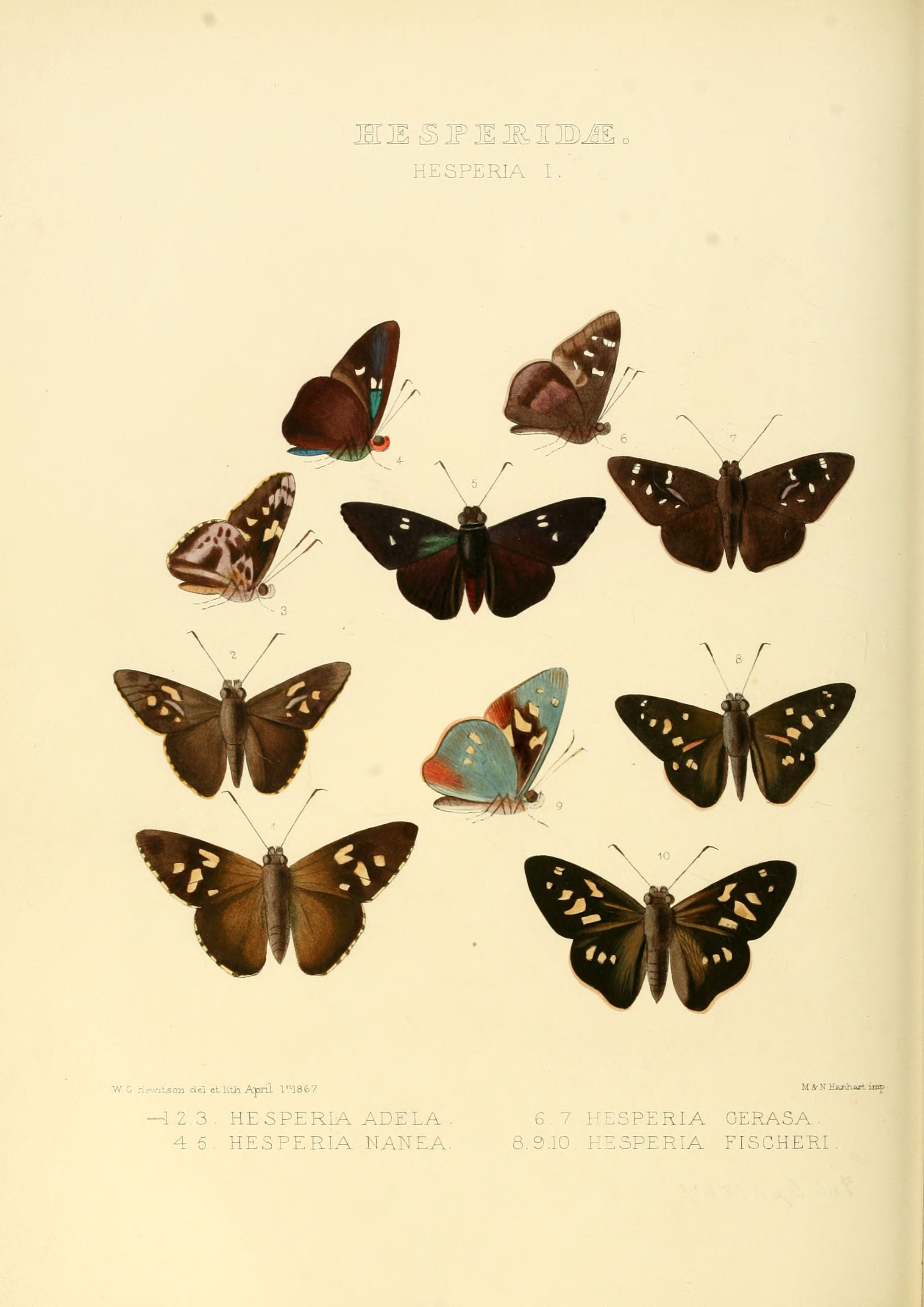

## Dottertaxa tillPerichares, i alfabetisk ordning[1]
- Perichares adela
- Perichares agrippa
- Perichares aurina
- Perichares butus
- Perichares chima
- Perichares colenda
- Perichares coridon
- Perichares crotona
- Perichares deceptus
- Perichares dolores
- Perichares drina
- Perichares elisa
- Perichares finitimus
- Perichares forbesi
- Perichares fulvimargo
- Perichares heroni
- Perichares hyas
- Perichares julianus
- Perichares limana
- Perichares lindigiana
- Perichares lotus
- Perichares luscinia
- Perichares marmorata
- Perichares matha
- Perichares nubilus
- Perichares philetes
- Perichares phocion
- Perichares quadrimaculata
- Perichares seneca
- Perichares trinitad